# 聖約翰斯縣
聖約翰斯縣（英語：St. Johns County）是美国佛罗里达州東北部的一个县，东临大西洋，西接圣约翰河，是佛罗里达州历史最悠久的地区之一。根据2020年美国人口普查，该县总人口为273,425人。该县的行政中心及人口最多的建制城市为圣奥古斯丁，而县内人口最多的社区则是圣约翰斯。圣约翰斯县属于杰克逊维尔大都会统计区，是该区域经济与文化的重要组成部分。
圣约翰斯县成立于1821年7月21日，由时任佛罗里达军事总督的安德鲁·杰克逊设立。它和艾斯康比亚县同样是佛罗里达州最早建立的两个县。圣约翰斯县初期涵盖苏瓦尼河以东的所有地区。该县以圣约翰河命名，而其县治圣奥古斯丁更是北美大陆上最古老、持续有人居住的城市，最早由西班牙探险家佩德罗·梅内德斯·德·阿维莱斯于1565年建立。如今，圣奥古斯丁保留了丰富的西班牙殖民遗产，并成为佛罗里达州重要的历史文化旅游目的地。
圣约翰斯县地处佛罗里达半岛东北角，拥有42英里的绵长海岸线，从庞特韦德拉海滩到圣奥古斯丁海滩，再向南延伸至新月海滩，这个地区被称为佛罗里达历史海岸（Florida's Historic Coast）。此外，该县拥有多个州立公园、自然保护区和历史遗迹。旅游业是当地支柱产业之一，尤其是圣奥古斯丁及其周边的历史遗迹、博物馆和文化景点，并且每年举办各种文化节庆活动，如圣奥古斯丁灯光节（Nights of Lights）、庞特韦德拉音乐节（Ponte Vedra Concert Hall）等，每年吸引数百万游客。庞特韦德拉海滩因拥有世界级高尔夫球场和度假胜地而成为高端旅游胜地，包括著名的索格拉斯巡回赛球手俱乐部，该球场是PGA巡回赛球员锦标赛举办地。
尽管圣约翰斯县以旅游业闻名，但其经济结构多元化，涵盖多个行业。圣约翰斯县的主要商业活动还包括航空器制造、高科技制造业、食品生产、汽车零部件及生物医学研究等行业。圣约翰斯县的教育体系在佛罗里达州乃至全美范围内都享有较高声誉，该县公立学校学区连续多年在全州排名前列。此外，县内拥有多个高等教育机构，包括圣约翰河州立学院和弗拉格勒学院。交通方面，95号州际公路从南到北贯穿圣约翰斯县全境，使得前往杰克逊维尔、奥兰多和迈阿密等城市十分便利，并邻近杰克逊维尔国际机场。
圣约翰斯县也是佛罗里达州国民警卫队的所在地，驻地位于圣奥古斯丁狮子桥南岸海洋街的圣弗朗西斯军营。